# Kilpisjärvi (See)
Der Kilpisjärvi [ˈkilpisjærvi] (nordsamisch Gilbbesjávri) ist ein See in Lappland an der Grenze zwischen Finnland und Schweden. Er liegt im Nordwesten der finnischen Gemeinde Enontekiö bzw. im Norden der schwedischen Gemeinde Kiruna unweit des finnisch-schwedisch-norwegischen Dreiländerecks. Am finnischen Ufer befindet sich das gleichnamige Dorf Kilpisjärvi. Der Fluss Könkämäeno, ein Zufluss des Muonio älv (Muonionjoki) entspringt dem Kilpisjärvi.
Der Kilpisjärvi liegt auf einer Höhe von 472,8 m über dem Meeresspiegel in den Ausläufern des Skandinavischen Gebirges und wird von Fjells wie dem Saana am Ostufer umgeben. Der Hügel Salmivaara ragt in den Kilpisjärvi hinein und teilt den länglichen See in zwei durch einen schmalen Sund verbundene Teile: den eigentlichen Kilpisjärvi oder Ylinen Kilpisjärvi (nordsamisch Bajit Gilbbesjávri) im Norden und den Alajärvi (Vuolit Gilbbesjávri) im Süden. Zusammengenommen beträgt die Fläche des Sees 37,33 km². Die maximale Tiefe des Kilpisjärvi beträgt 57 m im Alajärvi bzw. 47 m im Ylinen Kilpisjärvi. Im Mittel ist der See 19,5 Meter tief. Wegen des harschen Klimas ist der Kilpisjärvi die meiste Zeit des Jahres vereist: Im langjährigen Mittel friert er durchschnittlich am 7. November vollständig zu. Die Ufer tauen erst gegen Ende Mai auf, bis das Eis vollständig geschmolzen ist, dauert es noch durchschnittlich bis zum 19. Juni.